# Marktbrunnen (Lutherstadt Wittenberg)

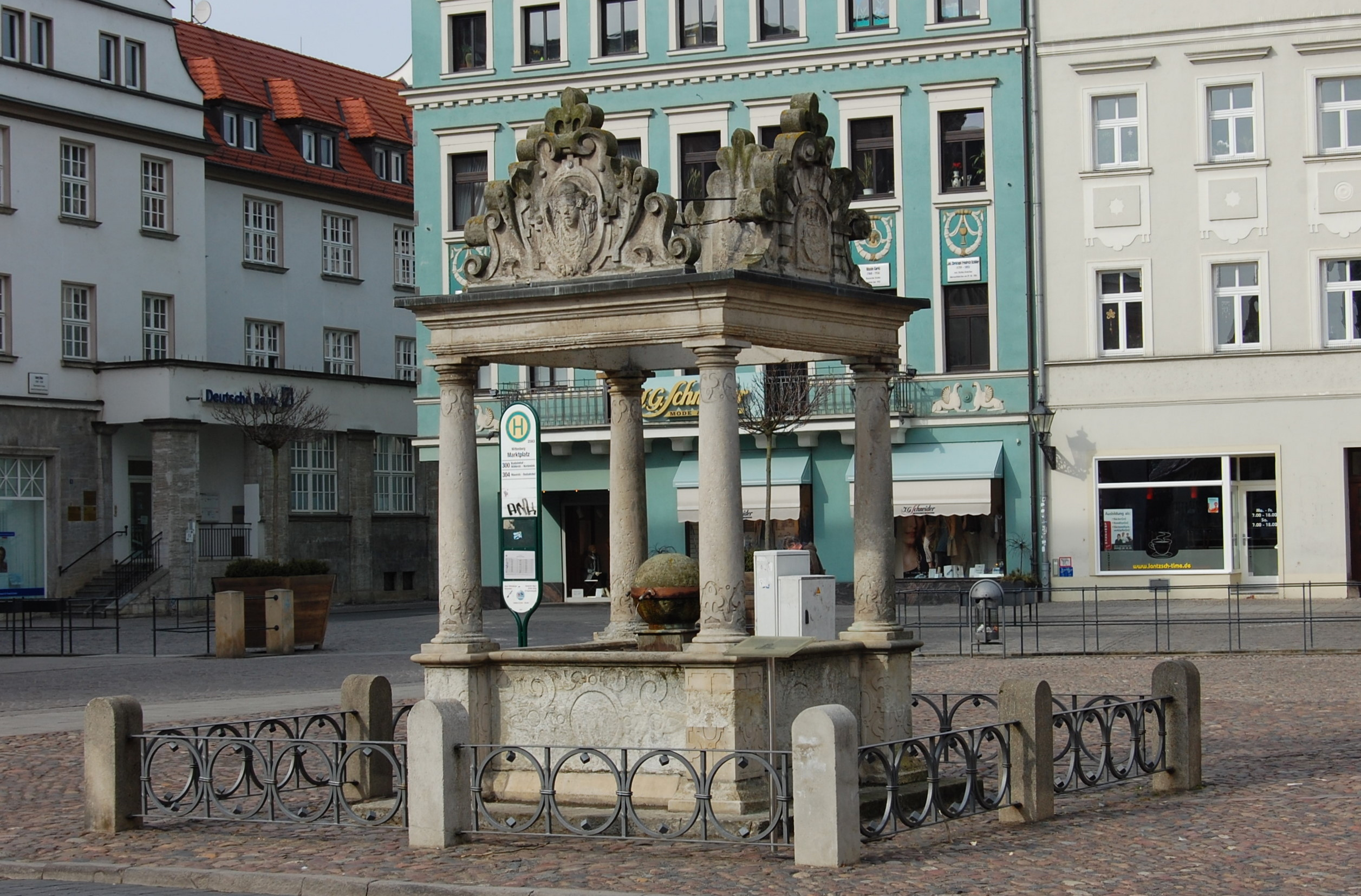
Marktbrunnen

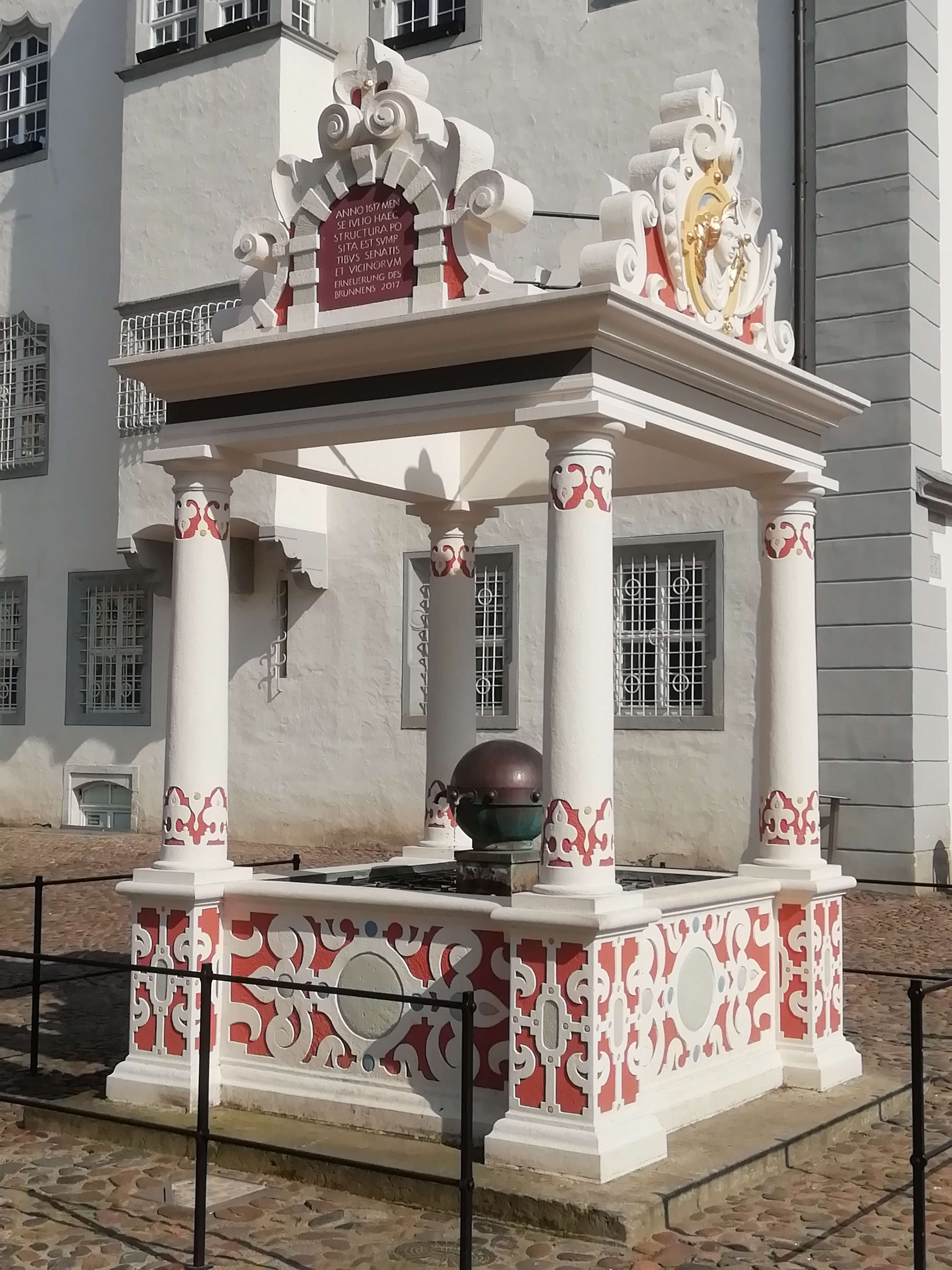
Nach der Sanierung 2017

Der Marktbrunnen ist ein denkmalgeschützter Brunnen auf dem Marktplatz der Lutherstadt Wittenberg in Sachsen-Anhalt. Er gilt als eines der bedeutendsten Werke des Manierismus in der Stadt.

## Gestaltung und Geschichte
Der heutige im Stil der Renaissance gebaute Brunnen entstand 1617 und ersetzte einen 1524 gebauten Brunnen. Der Brunnen verfügt über ein aus Sandstein gefertigtes quadratisches Becken. Auf den Ecken befinden sich toskanische Säulen mit Architrav. Die Aufsätze sind reich mit Tuchgehängen, Masken und Rollwerkkartuschen verziert. Mehrfach fanden Instandsetzungen statt, so auch 1967.
Bei dem Brunnen handelte sich um einen Tiefbrunnen. Seit 1986 wird der Brunnen als Röhrwasserbrunnen betrieben. Bereits 1559 wurde die Gewerkschaft Neues Jungfernröhrwasser gegründet. Die zunächst 19 Mitglieder umfassende Gewerkschaft baute aus durchbohrten Baumstämmen ein Röhrensystem, welches über 2,7 Kilometer Quellwasser in die Stadt führte und auf verschiedene Häuser verteilte. Je Abnehmer wurde eine Wassermenge von zehn Litern in vier Minuten abgegeben. Die Gewerkschaft besteht auch heute noch. Der Marktbrunnen wird über das System nun als Röhrwasserbrunnen betrieben.
Im Laufe der Jahrhunderte wurden immer wieder Teile des Brunnens ausgetauscht. Bis in die jüngste Zeit erlitt der Brunnen zum Teil schwere Beschädigungen.
Für das Jubiläumsjahr 2017 wurde der 400 Jahre alte Brunnen komplett erneuert. Die erhaltenen Originalteile befinden sich im Magazin der städtischen Sammlungen Wittenberg.
Im örtlichen Denkmalverzeichnis ist der Brunnen unter der Erfassungsnummer 094 35946 als Baudenkmal verzeichnet. Auch nach der Erneuerung wird der Marktbrunnen weiterhin als Denkmal geführt.